# Едлинский, Михаил Емельянович
Михаил Емельянович Едлинский (Михаил Киевский; 1 августа 1859, Оршанский уезд, Могилёвская губерния — 17 ноября 1937, Киев) — протоиерей Русской православной церкви, кандидат богословия, духовник Киевского духовенства, священномученик, писатель. Друг и соратник протоиерея Александра Глаголева.

## Биография
Михаил Емельянович Едлинский родился 1 августа 1859 года в селе Юшково (сейчас вошло в состав деревни Осиновка) Оршанского уезда Могилевской губернии в семье сельского псаломщика. В 1879 году после рекомендации ректора Могилевской духовной семинарии Едлинский поступил в Киевскую духовную академию, окончил Академию в 1885 или 1894 году. Получил учёную степень кандидата богословия. Тема кандидатской диссертации — «Анатолий Мартыновский, архиепископ Могилевский и его литературные труды». После защиты Михаил Емельянович получил предложение стать преподавателем истории церкви в Киевской духовной семинарии. С 1886 года Едлинский параллельно преподавал в Первом коммерческом училище и в частной женской гимназии. 22 июля 1887 года женился на Анне Николаевне Козловской. В 1889 году была издана его книга «Анатолий Мартыновский, архиепископ Могилевский и его литературные труды». Положительная рецензия появилась в Журнале министерства народного просвещения.
В 1893 году рукоположён в сан священника, а в 1900 году получил сан протоиерея. С 26 марта 1897 года утвержден в должности члена благочинненского совета Второго округа Киева. С 1905 года стал членом Киевского религиозно-просветительского общества. В 1905 году активно противодействовал еврейскому погрому в Киеве. Редактор издания «Русский Глобус» (Чикаго) Геннадий Меш так писал в 2002 году об этой деятельности Едлинского: 

 Жестокой осенью 1905 года зуд погромов и убийств снова выплеснул людей на улицы. В разъярённую человеческую массу в полном облачении с крестом и хоругвями в руках вторгается небольшой крестный ход. Возглавляют его настоятели православных храмов Александр Глаголев и Михаил Едлинский. Через Контрактовую площадь и Гостиный ряд крестный ход направляется к еврейским лавчонкам. Настоятели увещевают толпу не заниматься этим злым, нехристианским делом. Кое-кто узнаёт своих наставников, снимает шапки. Толпа колеблется, редеет, постепенно расходится. И так было не раз.
В 1910 году был награждён митрой, 6 мая 1913 — орденом Святой Анны II степени.
В течение 40 лет служил в Церкви Бориса и Глеба (на Подоле). На деньги пожертвований построил четырёхэтажный детский сад и приют для брошенных младенцев, ставший впоследствии школой. По преданию, от его молитв исцелялись. По воспоминаниям певца хора Борисоглебской церкви М. Дубинина: 

Отец Михаил был очень чуток и сострадателен к чужому горю, беде и нужде, с которыми а нашем приходе ему часто приходилось сталкиваться. Особенно много бедняков ютилось на Трухановом острове, отрезанном от Подола главным руслом Днепра. Остров принадлежал приходу нашей Борисоглебской церкви, и батюшке приходилось и в бурю, и в ледоход, и по неокрепшему льду пробираться туда, чтобы напутствовать умирающих своих прихожан. И не только наши, но и бедняки из других приходов обращались к батюшке за утешением, молитвой и денежной помощью. Считая пьянство первопричиной человеческой нужды и духовного падения, Едлинский особенное внимание уделял борьбе с алкоголизмом. С приходящими к нему за помощью алкоголиками о. Михаил обыкновенно уединялся в своей молельне дома или в церкви.
С 1933 года, когда закрыли Борисоглебскую церковь, служил в церкви Николы Доброго, настоятелем которой в тот момент был Александр Глаголев. После того как церковь была разрушена в 1935 году, оба перешли в церковь Николы Набережного.
Михаил Едлинский был арестован 21 октября 1937 года по обвинению «в участии в антисоветской фашистской организации церковников и проведении контрреволюционной деятельности». В тот же месяц по схожим обвинениям были арестованы Глаголев и митрополит Константин, оба скончались в тюрьме в ноябре того же года. Едлинский был приговорён к расстрелу по статье 54-10 и 54-11 УК УССР 13 ноября 1937 года, приговор приведён к исполнению через четыре дня. Похоронен в братской могиле на Лукьяновском кладбище (точное местонахождение неизвестно).
В 1981 году, а по другим данным в 1989 году причислен Русской православной церковью заграницей к лику святых новомучеников.

## Семья
- Жена — Анна Николаевна Козловская (род. 4 ноября 1866 года) — дочь священника Могилёвской губернии, преподаватель русского языка в Подольской женской гимназии Киева[4];
- Дети — дочери Евгения Турчинская (1888 г.р.), Клавдия Чернышенко (1890 г.р.), Татьяна Щеголева (1894 г.р.), Наталия Оксиюк (1895 г.р.), Любовь Морозова, Вера Афонская (1898 г.р.) и сын Георгий (15 апреля 1902 года — 1988)[4].

После расстрела Михаила его сына исключили из университета. Впоследствии Георгий стал священником.

## Публикации
- Едлинский М. Чудотворные иконы нерукотворенного спаса, божией матери и святые угодники божии, за помощью к которым прибегает народ наш в различных болезнях и житейских нуждах. — Киев: тип. С.В. Кульженко, 1897. — [2], 214, IV с.

Написал трехтомник о подвижниках и страдальцах за православную веру, который выдержал три прижизненных издания:
- Едлинский М. Подвижники и страдальцы за веру православную и землю русскую. — СПб., 1895.
- Едлинский М. Подвижники и страдальцы за веру православную и землю русскую от начала христианства на Руси до позднейших времен. — 2-е изд. — СПб.: тип. В. В. Комарова, 1895—1899.
- Едлинский М. Подвижники и страдальцы за веру православную и землю русскую от начала христианства на Руси до позднейших времен. — 3-е изд. — СПб., 1903.